# Carole Waters
Carole Waters (Ballarat, 23 novembre 1945) è un'ex cestista australiana.

## Carriera
Con l'Australia ha disputato due edizioni dei Campionati mondiali (1967, 1971).